# アルタイル・イブン・ラ・アハド
アルタイル・イブン・ラ・アハド（阿: الطائر ابن لأحد, 英: Altaïr Ibn-La'Ahad）は、ユービーアイソフトモントリオールスタジオのコンピューターゲーム「アサシン クリードシリーズ」に登場する架空の人物。殆どの場合、「アルタイル」と呼ばれる。
日本語版の声優は、小西克幸。英語版は、フィリップ・シャーバズ （Philip Shahbaz） 。顔のモデルはカナダケベック州の男性タレントでモデルのフランシスコ・ラミレス。

## 概要
ムスリムの父ウマルとクリスチャンの母との間に生まれたが、両親についてはその信仰以外何もわかっていない。幼い頃からアル・ムアリムの下でアサシンとして育てられ、若くしてマスターアサシンの座に上り詰めるなど非常に優秀ではあったものの、それ故に驕り高ぶることも多かった。
彼の出生に関しては、正確にいつ、どこで生まれたのかなど、詳細は一切わからない。
名前のAltaïrを三つの音節で切るとAl-Taa-irr 、アラビア語で「飛翔せし者」、「祈りの鳥」という意味で、ibn La-Ahadというのは無の子という意味になる。

## 経歴

### アサシンクリード
デズモンド・マイルズが、アニムスで体験する遺伝子記憶の先祖として登場。冒頭で慢心の為に任務に失敗し、マスターアサシンから見習いにまで降格された。その後、自身の汚名を雪ぐためにアル・ムアリムに指定された9人のテンプル騎士を暗殺するが、その過程でアル・ムアリムの裏切りが発覚する。
育ての親であり、師と仰いだアル・ムアリムを打ち倒した後、アサシン教団の長を継ぐことになる。

### アサシンクリードII
その後、アブスターゴ社を脱出したデズモンドが流入現象の副作用でアルタイルの幻覚を見る。また、彼はアサシンの末裔にも「伝説のアサシン」として崇められており、エツィオがアルタイルの防具を手にする場面もある。

### その他のアサシンクリードシリーズ

#### アサシン クリード アルタイルクロニクルズ
アサシンクリードでのテンプル騎士団との戦いの数年前、アルタイルはアル・ムアリムの命により聖地での戦いの行方をも左右しうるという聖杯の捜索を行う。だが、その聖杯とは彼が好意を寄せていた女性、アドハー（他作品では「アウダ」という名前で登場）であった。アドハーから、アサシン教団の副長ハラシュがテンプル騎士団に寝返った事を聞いたアルタイルは、アサシン教団本部の襲撃を計画する。そして、ハラシュを始末したアルタイルはアドハーと共に逃走するが、途中でテンプル騎士団にアドハーを誘拐されてしまう。

#### アサシン クリード ブラッドライン
アサシンクリードでのテンプル騎士団との戦いから数年後、アサシン教団の長の座を継いだアルタイルは、騎士団の残党を追ってキプロスへ向かう。そして、彼らの支配下で抵抗活動を続けるレジスタンスらと共にテンプル騎士団に戦いを挑み、彼らを撃退する。